# Afrotyphlopinae
Sous-famille
Les Afrotyphlopinae sont une sous-famille de serpents de la famille des Typhlopidae.

## Répartition
Les espèces des quatre genres de cette sous-famille se rencontrent en Afrique, en Arabie et en Inde.

## Liste des genres
Selon The Reptile Database (31 août 2014)
- Afrotyphlops Broadley & Wallach, 2009
- Grypotyphlops Peters, 1881
- Letheobia Cope, 1869
- Rhinotyphlops Fitzinger, 1843

## Publication originale
- Hedges, Marion, Lipp, Marin & Vidal, 2014 : A taxonomic framework for typhlopid snakes from the Caribbean and other regions (Reptilia, Squamata). Caribbean Herpetology vol. 49, p. 1–61 (texte intégral)